# Cock Mouth Kill Cock
 (juillet 2017).
Si vous disposez d'ouvrages ou d'articles de référence ou si vous connaissez des sites web de qualité traitant du thème abordé ici, merci de compléter l'article en donnant les références utiles à sa vérifiabilité et en les liant à la section « Notes et références ».
Albums de The Congos
Fisherman Style
(2006) Swinging Bridge
(2006)
Cock Mouth Kill Cock est un album du groupe de reggae jamaïcain The Congos, sorti en 2006.
Il présente la particularité de contenir des chansons dont les voix ont été enregistrées sur des riddims datant des années 1970 et 1980.
L'album est réédité la même année, sous le titre Feast, au Royaume-Uni, avec une liste des titres légèrement différente, par le label Kingston Sounds.

## Liste des titres
| 1.    | Cock Mouth             | 3:41 |
| 2.    | Gods Kingdom           | 3:58 |
| 3.    | Watch and Pray         | 3:22 |
| 4.    | Grandma Say            | 3:26 |
| 5.    | River Beng Come Down   | 3:39 |
| 6.    | Citizen of the World   | 3:52 |
| 7.    | Some a Thief           | 3:31 |
| 8.    | Rasta She Want         | 3:23 |
| 9.    | Rastafari Is His Name  | 3:14 |
| 10.   | Heaven Rejoice         | 3:47 |
| 11.   | Out of the Clouds      | 3:34 |
| 12.   | Chasing Dreams         | 3:25 |
| 13.   | Throw Down Your Armour | 3:15 |
| 14.   | Take It to the Max     | 2:47 |
| 48:54 |                        |      |

| Feast (Réédition de Cock Mouth Kill Cock par Kingston Sounds, 2006) | Feast (Réédition de Cock Mouth Kill Cock par Kingston Sounds, 2006) | Feast (Réédition de Cock Mouth Kill Cock par Kingston Sounds, 2006) | Feast (Réédition de Cock Mouth Kill Cock par Kingston Sounds, 2006) | Feast (Réédition de Cock Mouth Kill Cock par Kingston Sounds, 2006) | Feast (Réédition de Cock Mouth Kill Cock par Kingston Sounds, 2006) | Feast (Réédition de Cock Mouth Kill Cock par Kingston Sounds, 2006) | Feast (Réédition de Cock Mouth Kill Cock par Kingston Sounds, 2006) | Feast (Réédition de Cock Mouth Kill Cock par Kingston Sounds, 2006) | Feast (Réédition de Cock Mouth Kill Cock par Kingston Sounds, 2006) |
| No                                                                  | Titre                                                               | Durée                                                               |                                                                     |                                                                     |                                                                     |                                                                     |                                                                     |                                                                     |                                                                     |
| ------------------------------------------------------------------- | ------------------------------------------------------------------- | ------------------------------------------------------------------- | ------------------------------------------------------------------- | ------------------------------------------------------------------- | ------------------------------------------------------------------- | ------------------------------------------------------------------- | ------------------------------------------------------------------- | ------------------------------------------------------------------- | ------------------------------------------------------------------- |
| 1.                                                                  | Gods Kingdom                                                        | 3:57                                                                |                                                                     |                                                                     |                                                                     |                                                                     |                                                                     |                                                                     |                                                                     |
| 2.                                                                  | King Rastafari is his Name                                          | 3:16                                                                |                                                                     |                                                                     |                                                                     |                                                                     |                                                                     |                                                                     |                                                                     |
| 3.                                                                  | Cockmouth                                                           | 3:45                                                                |                                                                     |                                                                     |                                                                     |                                                                     |                                                                     |                                                                     |                                                                     |
| 4.                                                                  | Some a Thief                                                        | 3:31                                                                |                                                                     |                                                                     |                                                                     |                                                                     |                                                                     |                                                                     |                                                                     |
| 5.                                                                  | Watch & Pray                                                        | 3:24                                                                |                                                                     |                                                                     |                                                                     |                                                                     |                                                                     |                                                                     |                                                                     |
| 6.                                                                  | Rasta Congo Man                                                     | 3:53                                                                |                                                                     |                                                                     |                                                                     |                                                                     |                                                                     |                                                                     |                                                                     |
| 7.                                                                  | Fat Cook                                                            | 3:46                                                                |                                                                     |                                                                     |                                                                     |                                                                     |                                                                     |                                                                     |                                                                     |
| 8.                                                                  | Citizen of the World                                                | 3:52                                                                |                                                                     |                                                                     |                                                                     |                                                                     |                                                                     |                                                                     |                                                                     |
| 9.                                                                  | Grandma Say                                                         | 3:27                                                                |                                                                     |                                                                     |                                                                     |                                                                     |                                                                     |                                                                     |                                                                     |
| 10.                                                                 | Take it ao The Max                                                  | 2:28                                                                |                                                                     |                                                                     |                                                                     |                                                                     |                                                                     |                                                                     |                                                                     |
| 11.                                                                 | Rasta Weh she want                                                  | 3:15                                                                |                                                                     |                                                                     |                                                                     |                                                                     |                                                                     |                                                                     |                                                                     |
| 12.                                                                 | Heaven Rejoice                                                      | 3:54                                                                |                                                                     |                                                                     |                                                                     |                                                                     |                                                                     |                                                                     |                                                                     |
| 13.                                                                 | Going to a Party                                                    | 3:50                                                                |                                                                     |                                                                     |                                                                     |                                                                     |                                                                     |                                                                     |                                                                     |
| 14.                                                                 | The River Beng Come Down                                            | 3:37                                                                |                                                                     |                                                                     |                                                                     |                                                                     |                                                                     |                                                                     |                                                                     |
| 49:57                                                               |                                                                     |                                                                     |                                                                     |                                                                     |                                                                     |                                                                     |                                                                     |                                                                     |                                                                     |